# Europastraße 572
Die Europastraße 572 (kurz: E 572) ist eine von Nordwest nach Südost verlaufende Europastraße in der Slowakei, die etwa 100 km lang ist. Sie durchquert den Trenčiansky kraj und den Banskobystrický kraj. Als Autobahn ist die E 572 nicht ausgebaut.

## Verlauf
Die Europastraße 572 beginnt südwestlich von Trenčín an der Diaľnica D1, die hier die Europastraßen 50 und 75 führt. Auf der Nationalstraße 9 nach Süden und Osten werden Bánovce nad Bebravou, Nováky und Prievidza passiert. Bei Bánovce nad Bebravou besteht eine zweispurige Ortsumgehung im Zuge der Schnellstraße R2, und zwischen Nováky und Prievidza ist die Straße als vierspurige kreuzungsfreie Straße ausgebaut. Hinter Handlová überquert sie die Wasserscheide zwischen der Nitra und dem Hron und bei Lovčica-Trubín wird die E 572 auf die Schnellstraße R2 erneut umgeleitet (Ortsumgehung Žiar nad Hronom) und endet am Dreieck Lovča mit den Europastraßen 58 und 571 im Zuge der Schnellstraße R1.